# Bílichov
Bílichov település Csehországban, a Kladnói járásban. Bílichov Žerotín, Milý, Hořešovice, Pozdeň, Líský, Zichovec és Hořešovičky településekkel határos. Lakosainak száma 214 fő (2024. január 1.).

## Népesség
A település lakosságának változását az alábbi diagram mutatja:
| Lakosok száma | 333  | 394  | 403  | 255  | 155  | 182  | 188  | 191  | 196  | 214  |
|               | 1869 | 1900 | 1921 | 1961 | 1980 | 2011 | 2016 | 2019 | 2021 | 2024 |